# واوکس ان ورمندیس
وو-آن-ورماندوآ (به فرانسوی: Vaux-en-Vermandois) یک کمون در فرانسه است که در پیکاردی واقع شده‌است.

## خصوصیات
وُ-آن-ورمندوآ ۳٫۸۵ کیلومترمربع مساحت و ۱۵۲ نفر جمعیت دارد و ۸۱ متر بالاتر از سطح دریا واقع شده‌است.